# Zoltán Czibor
Dans le nom hongrois Czibor Zoltán, le nom de famille précède le prénom, mais cet article utilise l’ordre habituel en français Zoltán Czibor, où le prénom précède le nom.
Zoltán Czibor, né le 23 août 1929 à Kaposvár et mort le 1er septembre 1997 à Gyor, est un footballeur hongrois.
Coéquipier des Ferenc Puskás, Nándor Hidegkuti ou encore Sándor Kocsis, il est l'ailier gauche de la grande équipe de Hongrie, qui inscrit le deuxième but lors de la finale de la Coupe du monde 1954.

## Biographie
Surnommé le « rebelle » ou la « flèche », il faisait preuve d'une habileté technique remarquable, et sa vivacité, combinée à sa petite taille, faisait de lui un joueur insaisissable et imprévisible, véritable fléau pour les défenses adverses.
À la suite des événements de 1956, il fit comme bon nombre de ses compatriotes, s'en alla jouer en Espagne (comme Puskas le fit au Real Madrid) et poursuivit sa carrière au FC Barcelone en compagnie de Sándor Kocsis. Il y gagna deux titres de champion d'Espagne mais s'inclina aussi en finale de la Coupe d'Europe des clubs champions en 1961 dans le même stade du Wankdorf de Berne où la Hongrie avait perdu la finale de la Coupe du monde.
Après cette défaite, il rejoint le club rival du Espanyol Barcelone pour une saison puis brièvement dans d'autres clubs: FC Bâle, FK Austria Vienne et Primo Hamilton FC. À la suite de ces expériences, il se retire du football professionnel et retourne en Hongrie.

## Palmarès
- 43 sélections et 17 buts avec l'équipe de Hongrie entre 1949 et 1956
- Finaliste de la Coupe du monde 1954 avec la Hongrie
- Vainqueur de la Coupe internationale en 1953 avec la Hongrie
- Médaille d'or aux Jeux olympiques d'été de 1952 avec la Hongrie
- Champion de Hongrie en 1949 avec Ferencváros puis en 1954 et 1955 avec le Budapest Honvéd
- Champion d'Espagne en 1959 et 1960 avec le FC Barcelone
- Vainqueur de la Coupe des villes de foires en 1960 avec le FC Barcelone
- Finaliste de la Coupe des clubs champions européens en 1961